# Le Lion-d’Angers
Le Lion-d’Angers község Franciaország Loire mente régiójában, Maine-et-Loire megyében. 2016. január 1-jén új község lett, miután egyesült Andigné korábbi községgel.
Lakosainak száma 5343 fő (2022. január 1.). Le Lion-d’Angers Segré-en-Anjou Bleu, Montreuil-sur-Maine, Thorigné-d’Anjou, Grez-Neuville és Erdre-en-Anjou községekkel határos.

## Népesség
A település népességének változása:
| Lakosok száma | 4924 | 4974 | 5023 | 5201 | 5254 | 5343 |
|               | 2017 | 2018 | 2019 | 2020 | 2021 | 2022 |